# Villa Progreso (San Pedro de Macorís, República Dominicana)
Villa Progreso es un barrio de San Pedro de Macorís, República Dominicana.

## Historia
La palabra Villa proviene del latín “Villán” que quiere decir, “Poblado con privilegios económicos o casa con jardín”. Esta palabra es una herencia de los colonizadores españoles ya que a los poblados que fundaban los conocían por el nombre de Villa. 

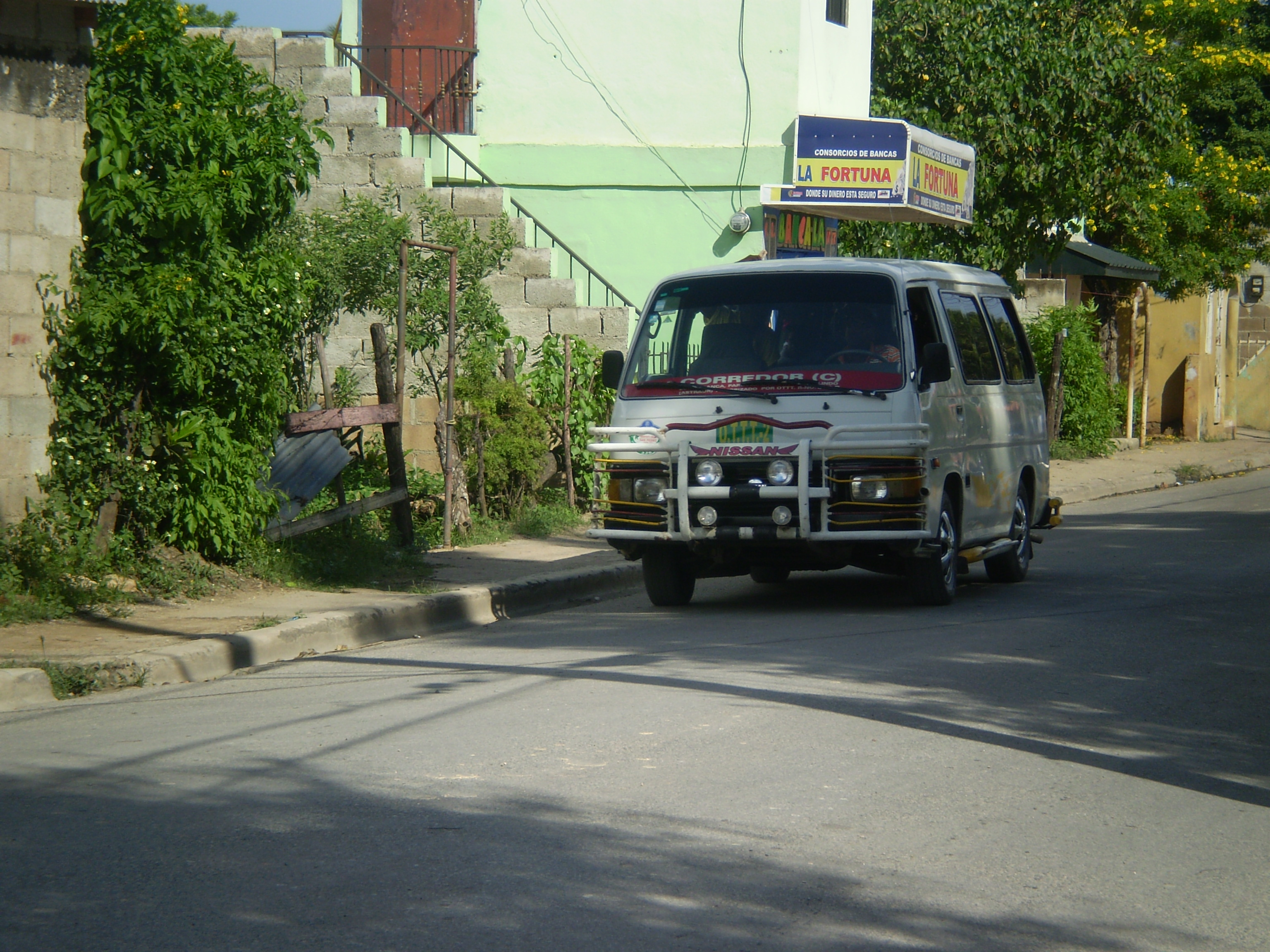
Transporte Público (Ruta C)

Los terrenos donde hoy es el  barrio Villa Progreso de San Pedro de Macorís, pertenecían al Consejo Estatal del Azúcar (CEA) y fueron donados a Bienes Nacionales por disposición del Dr. Joaquín Balaguer a principios de la década de los 70 para reubicar a los moradores de las inmediaciones del malecón de la mencionada ciudad.
El Ingeniero de apellido Pérez Bernard dividió las parcelas en cuatro tareas y media para las personas reubicadas. Lo rudimentario de éstas hicieron que muchos abandonaran sus tierras y otros aprovecharan su gran potencial para la agricultura.
En una de las visitas del presidente Dr. Joaquín Balaguer, un grupo de comunitarios encabezados por el Señor Manuel Antonio Borguez, realizaron una carta solicitando el arreglo de las calles y la electrificación,  de ese modo se electrificó y con la cooperación del Instituto Nacional de Agua Potable y Alcantarillado (INAPA) se hicieron las conexiones del servicio de agua potable.
Los primeros cimientos de la escuela primaria se realizaron aproximadamente en 1976, con la cooperación de un señor de nombre de Miguel, que tenía un restaurante en el malecón; la escuela inició bajo la dirección del profesor Juan Antonio.
El primer club deportivo se realizó en el 1984, de esta manera esta comunidad ha avanzado con pasos constantes y seguros. El nombre Villa Progreso se debe a que la comunidad tuvo un rápido desarrollo.

## Geografía
Límites:

Sus límites geográficos son: al Norte el barrio Villa Magdalena, al Sur el Barrio Restauración, al Este el Barrio Lindo y, al Oeste el barrio Cervecería.
La densidad poblacional:

El  barrio tiene unos 4,150 habitantes, (2,216 son mujeres y 1934 son hombres).

## Recursos Naturales

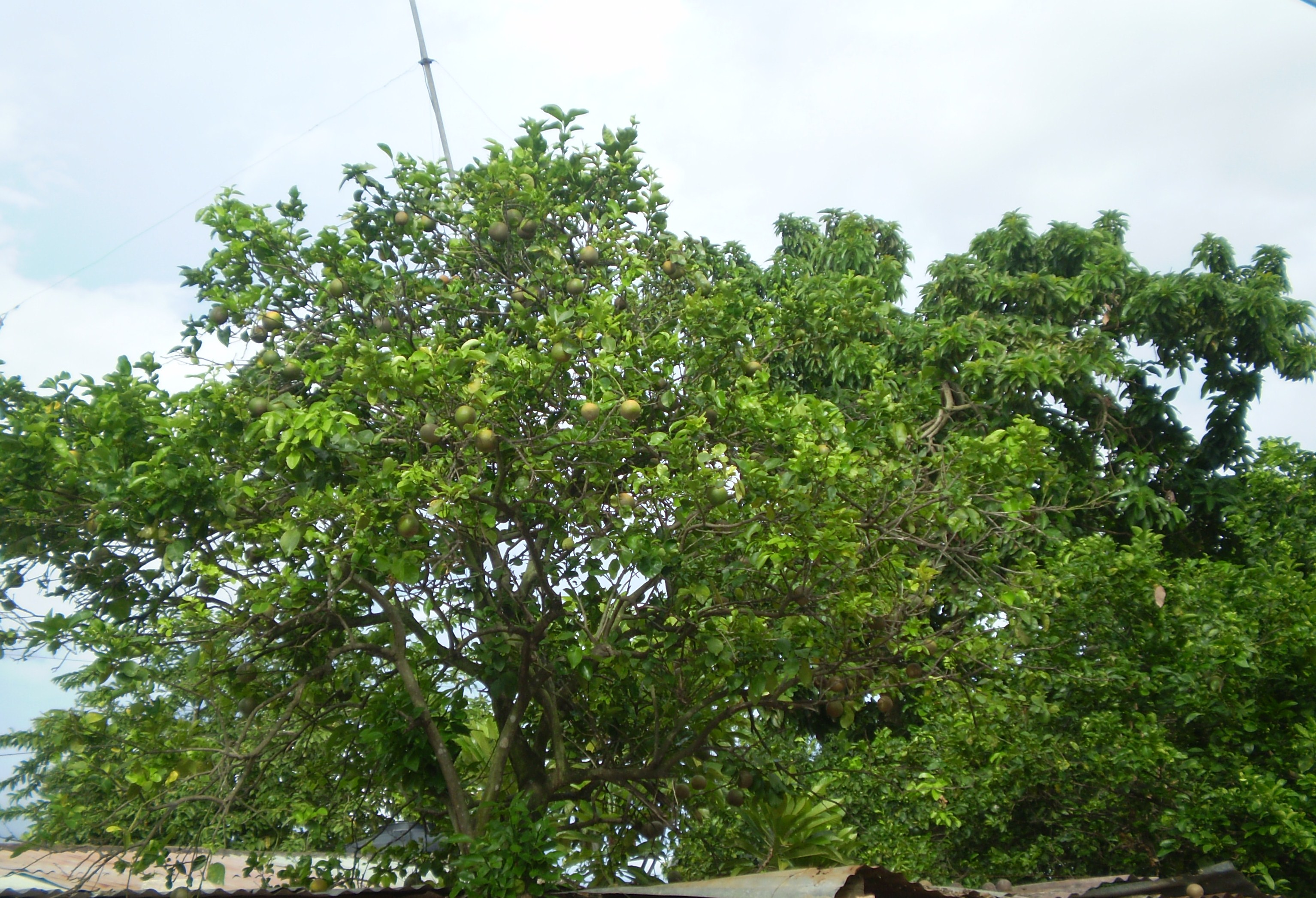
Naranjo. Parte de la flora del sector

El suelo de Villa Progreso tuvo gran calidad; los árboles de dicha comunidad fueron utilizados para abastecer de productos agrícolas a la provincia de San Pedro de Macorís. En la actualidad el sector casi en su totalidad se encuentra habitado y queda poco espacio abierto donde se pueda desarrollar la flora y la fauna.
Flora: Entre los frutos que produce la tierra de Villa Progreso están: Aguacate, naranja, mango, cereza, jobo, entre otro; también entre sus arbustos se pueden mencionar, el cactus, el palo vivo y nin. 
Fauna: La mayoría de los animales son domésticos: gatos y perros, también se encuentran reptiles como el lagarto, mariposa, entre otros.

## Infraestructura
En la actualidad cuenta con urbanización vial, servicio de transporte urbano, estación de radio, policía nacional, servicios de comunicación, una gran cantidad de negocios informales, entre otros. 

## Salud
Próximo a la localidad se encuentra el Hospital Regional Dr. Antonio Musa, en donde los comunitarios pueden resolver sus problemas de salud. El sector cuenta con un centro médico privado, un centro de atención odontológico y varios centros de abastecimientos de medicamentos para la población.

## Educación

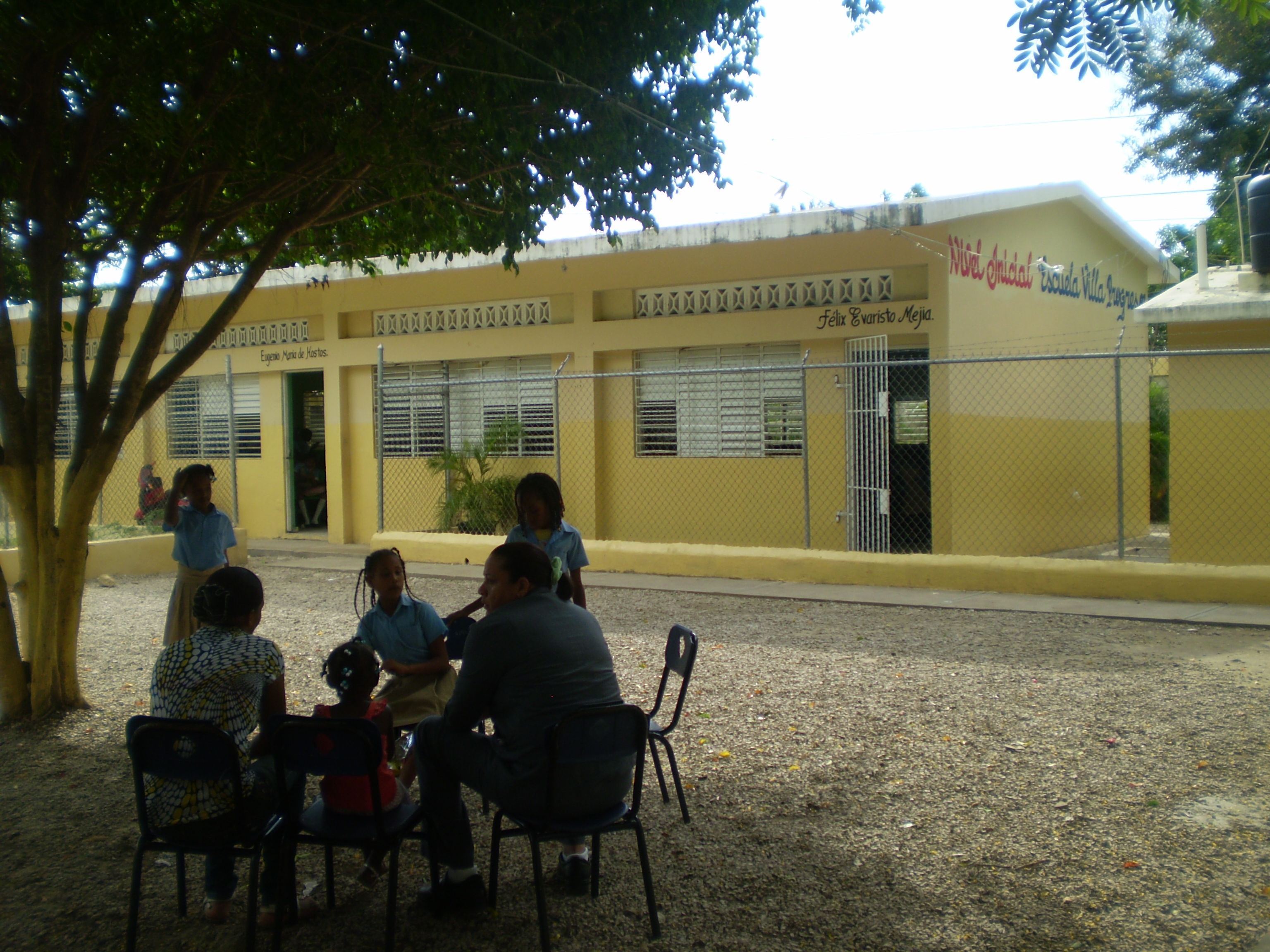
Escuela Pública Villa Progreso

El sector cuenta con la Escuela Primaria Villa Progreso y varias instituciones educativas privadas.  Los jóvenes que cursan el nivel medio de sus estudios tienen que trasladarse hacia otros centros educativos fuera del sector.

## Economía

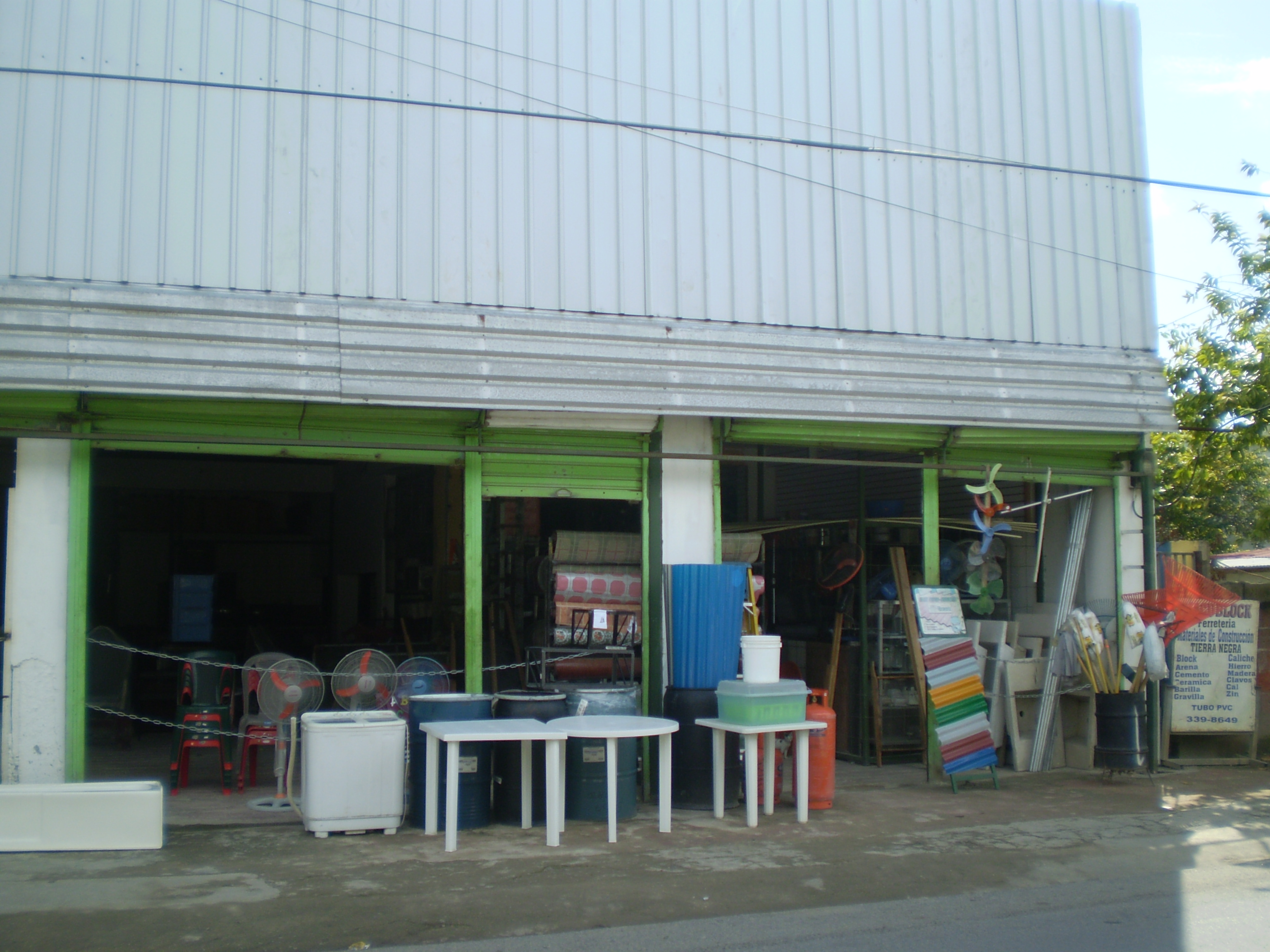
Centro comercial en el sector

El funcionamiento social-económico de la localidad se basa en comercios informales tales como: Motoconchos,  colmados,  tiendas, entre otras  microempresas; los cuales dinamizan la economía del sector y la provincia. El resto de los habitantes en edad productiva pertenecen a la clase trabajadora.

## Actividades Culturales
Villa Progreso tiene pluralidad de ideologías religiosas ya, que se encuentran denominaciones y credos diversos; cuenta con un club deportivo donde se practican varias disciplinas deportivas, las calles del sector se dinamizan con juegos de pelota, dominó, bola, entre otros que realizan niños, jóvenes y adultos.
Los moradores de ese sector cuentan con una junta de vecinos que vela por el bienestar y buen funcionamiento de la sociedad de Villa Progreso.
.